# Mesplède
Mesplède é uma comuna francesa na região administrativa da Nova Aquitânia, no departamento dos Pirenéus Atlânticos. Estende-se por uma área de 11,55 km². Em 2010 a comuna tinha 365 habitantes (densidade: 31,6 hab./km²).